# Vince Melouney

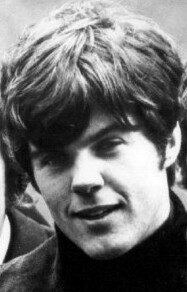
Vince Melouney (1970)

Vince Melouney (Sydney, 18 augustus 1945) is een Australisch gitarist, vooral bekend geworden door zijn werk met de Bee Gees.
Melouney maakte zijn debuut in de Australische popscene als sologitarist van de mede door hem opgerichte band Billy Thorpe & The Aztecs. Hij speelde van 1963 tot 1965 met deze groep, waarna hij samen met medegitarist Tony Barber korte tijd als duo optrad: Vince and Tony's Two. Na korte tijd met Tony Worsley & The Fabulous Blue Jays (1965) te hebben gespeeld, probeerde hij het met een eigen band: Vince Melouney Sect, die een single uitbracht, maar waarmee hij weinig succes scoorde. Dat succes kreeg hij ook niet met een solocarrière. Wel had hij intussen enige naam opgebouwd als sessiemuzikant.
In 1967 verhuisde hij naar Groot-Brittannië. Hier kwam hij in contact met de Bee Gees, met wie hij in Australië al gewerkt had tijdens diverse plaatopnamen. Zo is Melouney te horen in het nummer Spicks 'n Specks, hoewel hij officieel geen lid was van de band.
Eenmaal in Europa werd hij wel gevraagd om tot de Bee Gees toe te treden. Melouney speelde mee op de Bee Gees-albums Bee Gees 1st, Horizontal en Idea. Eind 1968 verliet hij de band, al werkte hij in het daaropvolgende jaar nog als sessiegitarist mee bij de opname van de single Odessa.
In 1969 trad hij toe tot de nieuwgevormde band Fanny Adams, die na één album alweer werd ontbonden. Ook met de groep Cleves kreeg Melouney niet het succes dat hij als een van de Bee Gees had meegemaakt.
In de jaren tachtig was hij lid van de begeleidingsgroep van John Paul Young, waarna hij naar Australië terugkeerde.
In 1999 speelde hij nog eens mee met de Bee Gees tijdens het One Night Only Concert in Sydney en toen in 2002-2003 Billy Thorpe and the Aztecs nog eens bijeenkwamen voor een nostalgiatoernee was Melouney van de partij.